# Pavel Chekov
Pavel Andreievich Chekov (rus: Павел Андреевич Чеков) és un personatge fictici de l'univers fictici de Star Trek.
Walter Koenig va interpretar Chekov a la segona i tercera temporades de la sèrie original Star Trek i a les primeres set pel·lícules de Star Trek. Anton Yelchin va interpretar el personatge a la pel·lícula de reinvenció de Star Trek del 2009 i a dues seqüeles, Star Trek Into Darkness i Star Trek Beyond. Tant Koenig com Yelchin van néixer de pares russos, però van créixer als Estats Units, i tots dos van utilitzar accents russos per als seus papers.

## Origen
El creador de Star Trek, Gene Roddenberry, volia incloure un membre més jove del repartiment per atraure un públic adolescent. Amb la producció d'una segona temporada de Star Trek, Roddenberry va entrevistar Walter Koenig per recomanació del director Joseph Pevney.:345 Després de triar Koenig, Roddenberry va escriure una carta a Mikhail Zimianin, editor de Pravda,:344 informant-lo de la introducció d'un personatge rus, i un comunicat de premsa de la NBC que anunciava el personatge en aquell moment afirmava que era en resposta a un article de Pravda, condemnant el programa per no tenir personatges russos. L'existència d'un article del Pravda d'aquest tipus és discutida. Roddenberry també va reconèixer que el personatge era una resposta a la popularitat de Davy Jones de The Monkees. Koenig sempre va negar la història d'"origen rus" i va afirmar que el seu personatge s'havia afegit en resposta a la popularitat dels Monkees, i el pentinat i l'aspecte del personatge en són una referència directa. Roddenberry havia esmentat anteriorment, en un memoràndum al seu director de càsting, el desig de tenir algú que recordés a un dels Beatles o els Monkees al programa.:345
L'alçada modesta, els ulls, les celles gruixudes, la cara infantil i el somriure de Koenig evocaven sorprenentment l'únic "Monkee" britànic que va captivar milions de noies preadolescents. Es van fer primers intents per pentinar els cabells castanys de Koenig de manera similar als de Jones. Es van utilitzar perruques en un parell dels primers episodis però no en d'altres, cosa que revela una etapa d'experimentació per als espectadors atents. Finalment, es va aconseguir un aspecte final de la longitud i la plenitud del cabell de Koenig i es va utilitzar de manera consistent a partir de llavors. Després que Paramount Television signés un contracte amb Koenig a causa del nombre de cartes de fans que va rebre com a Chekov, Roddenberry va escriure en un altre memoràndum "Kirk i Spock i els altres semblen de 'mitjana edat' per al gran segment jove de la nostra audiència. Necessitem urgentment un jove a bord de lEnterprise actituds i perspectives juvenils. Chekov es pot utilitzar amb força aquí". En realitat, Koenig només és cinc anys més jove que els coprotagonistes Leonard Nimoy i William Shatner.
L'episodi "L'època de l'Amok", que va ser el primer episodi emès durant la segona temporada, va ser la primera aparició televisiva de Chekov  ("Gat amagat", el primer episodi rodat amb el personatge de Chekov, s'emetria un mes després per coincidir aproximadament amb Halloween). A causa de restriccions pressupostàries, el personatge no va aparèixer a la sèrie animada Star Trek.:422

## Biografia del personatge
Pavel Andreievich Chekov va néixer el 2245 i és un jove i ingenu alferes que apareix per primera vegada a la pantalla a la segona temporada de la sèrie original com a pilot de l’ Enterprise. Segons Roddenberry, és "un jove extraordinàriament capaç, gairebé igual a Spock en algunes àrees. Un graduat amb honor de l'Acadèmia Espacial". Chekov també substitueix Spock a l'estació d'oficials científics quan cal. El seu ascens a tinent per a Star Trek: La pel·lícula comporta el seu trasllat com a oficial tàctic i cap de seguretat de la nau. Durant el seu torn de servei a l'Enterprise, Chekov va perdre el cap en tres ocasions: a "El dia del colom" a Chekov li van ser implantats records falsos i una entitat alienígena no corpòria el va portar a la violència; a "I els nens ens guiaran", Chekov va ser exposat al control mental per un grup de nens als quals un ésser no corpori havia donat poders; i a "La xarxa tholiana" Chekov es va tornar violentament boig després de l'exposició a l'interespai. A més, a la pel·lícula Star Trek 2: La còlera del Khan, Chekov va ser sotmès a control mental després de ser implantat amb una anguila Ceti juvenil. Un acudit recurrent a Star Trek és que sempre que Chekov entra en combat personal amb oponents més forts que ell, perd la baralla: "El problema dels Tribbles" amb els klíngons o "La timba de Triskelion" amb els esclaus/thralls gladiadors. A "L'espectre de les armes" rep un tret i mor a la fantasia, però només sobreviu perquè estava pensant en una bella dona de fantasia. També li agraden les belles androides femenines de "Mudd, primer".
Pel que fa als esdeveniments de Star Trek 2: La còlera del Khan, Chekov és oficial executiu a bord de l'USS Reliant. En aquesta pel·lícula, Khan Noonien Singh utilitza una criatura que s'enrotlla al voltant de l'escorça cerebral de Chekov per controlar-lo a ell i al seu capità. Chekov supera el control mental de la criatura i serveix com a oficial tàctic de l'"Enterprise" a la batalla culminant de la pel·lícula.
Un mite comú sobre «Star Trek» és que el fet que Khan reconegui Chekov a la pel·lícula és un error de continuïtat perquè «Llavor espacial», amb el dolent, es va emetre abans del càsting de Koenig. Adaptations: From Text to Screen, Screen to Text ho nomena «l'aparent error de ficada de pota notori a tot el fandom de Star Trek».. Tot i que Chekov no apareix a "Llavor espacial", "Gat amagat" —amb el personatge— té una data estel·lar anterior. Koenig va bromejar dient que Khan recorda Chekov de l'episodi després que passi massa temps al lavabo que Khan vol utilitzar.
Chekov és còmplice en el robatori de l' Enterprise per part de Kirk per rescatar Spock a Star Trek 3: A la recerca de Spock, però és exonerat a Star Trek 4: Missió salvar la Terra. Serveix com a navegador a bord de l'Enterprise-A durant els esdeveniments de Star Trek: L'última frontera i Star Trek VI: The Undiscovered Country. L'última aparició cinematogràfica del personatge és com a convidat a bord de l'Enterprise-B en el seu viatge inaugural a Star Trek: Generations. Chekov s'esmenta al final de la sèrie Star Trek: Picard com a difunt en una emissió del seu fill, Anton, que exerceix com a president de la Federació. Koenig va insistir que el personatge s'anomenés Anton com a homenatge al difunt Anton Yelchin, que va heretar el seu paper de Chekov per a les pel·lícules de reinvenció de J. J. Abrams.
Les novel·les derivades mostren una trajectòria professional continuada, però no es consideren canòniques a l'univers de Star Trek. Les novel·les escrites per William Shatner detallen que Chekov arriba al rang d'almirall i fins i tot serveix com a comandant en cap de la Flota Estel·lar.

### Pel·lícules de reinvenció

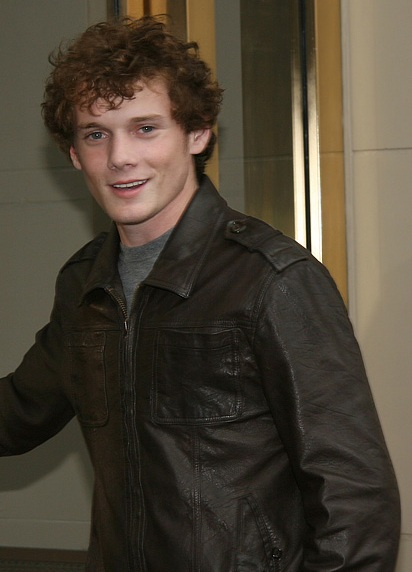
Anton Yelchin és Pavel Chekov

La pel·lícula Star Trek del 2009 crea una línia temporal alternativa a la franquícia. En aquesta línia de temps, la interpretació d'Anton Yelchin presenta Chekov com un nen prodigi de 17 anys, la capacitat matemàtica del qual resulta fonamental en alguns esdeveniments de la pel·lícula.
A la seqüela, Star Trek Into Darkness, Chekov es veu ascendit a enginyer en cap després que Scotty dimiteixi. Quan Kirk li ordena que es posi una camisa vermella, se sent un breu sting mentre un primer pla mostra la cara nerviosa de Chekov, jugant amb la reputació de camisa vermella a la franquícia tant com amb la sorpresa del personatge pel seu sobtat ascens.
La tercera pel·lícula, Star Trek Beyond, va ser l'última aparició de Yelchin com a Chekov, en la qual Chekov acompanya Kirk després que tota la tripulació quedi abandonada en un planeta desconegut després de la destrucció de lEnterprise, obligant-los a destruir els últims membres de lEnterprise per escapar d'una trampa i més tard treballar amb la resta del personal sènior per reiniciar una nau de la Flota Estel·lar perduda feia temps per escapar del planeta i frustrar un pla per atacar la Federació.

#### Mort d'Anton Yelchin
Yelchin va morir aixafat pel seu Jeep Grand Cherokee del 2016 el 19 de juny de 2016, poc més d'un mes abans de l'estrena prevista de Star Trek Beyond el 22 de juliol de 2016. Tot el rodatge s'havia completat i la postproducció havia començat. Es va inserir una dedicatòria a la memòria de Yelchin als crèdits. J. J. Abrams, productor de la trilogia de reinici i director de les seves dues primeres pel·lícules, ha declarat que el paper no es reescriurà per a futures seqüeles, cosa que implica que el personatge de Chekov s'esborrarà en futures pel·lícules.

## Produccions de fans
Walter Koenig va repetir el seu paper de Chekov 12 anys després de Star Trek Generations a la sèrie creada pels fans New Voyages episodi "To Serve All My Days". Andy Bray va interpretar un Chekov més jove en aquell episodi. Koenig va repetir el personatge de nou a Star Trek: Renegades com l'almirall Chekov, de 143 anys, el nou cap de la Secció 31. Ha declarat que si hi hagués una seqüela, repetiria el paper de Chekov i després es retiraria del paper. També va tornar com a Chekov a la minisèrie en línia Star Trek: Of Gods and Men.
Al llibre de la il·lustradora científica Jenny Parks del 2017, "Star Trek Cats", Txékov és representat com un gat blau rus.

## Recepció
El 2018, The Wrap va situar Chekov en el lloc 21 de 39 en un rànquing dels personatges principals de la franquícia Star Trek abans de Star Trek: Discovery.El 2016, Chekov va ser classificat com el 30è personatge més important de Flota Estel·lar dins de l'univers de ciència-ficció de Star Trek per la revista Wired, de 100 personatges.
El 2018, Comic Book Resources va classificar Chekov com el 22è millor membre de la Flota Estel·lar.